# Aristides Instruments
Aristides Instruments is een Nederlandse gitaarbouwer, opgericht door Aristides Poort. Aristides Poort begon in 1995 met de ontwikkeling van een composietmateriaal dat de celeigenschappen van hout moest evenaren. Hij deed dit in samenwerking met de Technische Universiteit Delft. Het resultaat is het materiaal Arium. Hiervan begon hij in 2007 met het maken van solidbodygitaren, met slechts een houten toets en metalen hardware.

## Bouwproces
De gitaren worden gegoten in een aluminium mal en daarna gedroogd en geschuurd. In het laatste stadium wordt de hardware handmatig toegevoegd.

## Modellen
Momenteel voert Aristides vijf gitaarmodellen en een basgitaarmodel.
- Aristides 010
- Aristides 020
- Aristides 050 (basgitaar)
- Aristides 070 (zevensnarig)

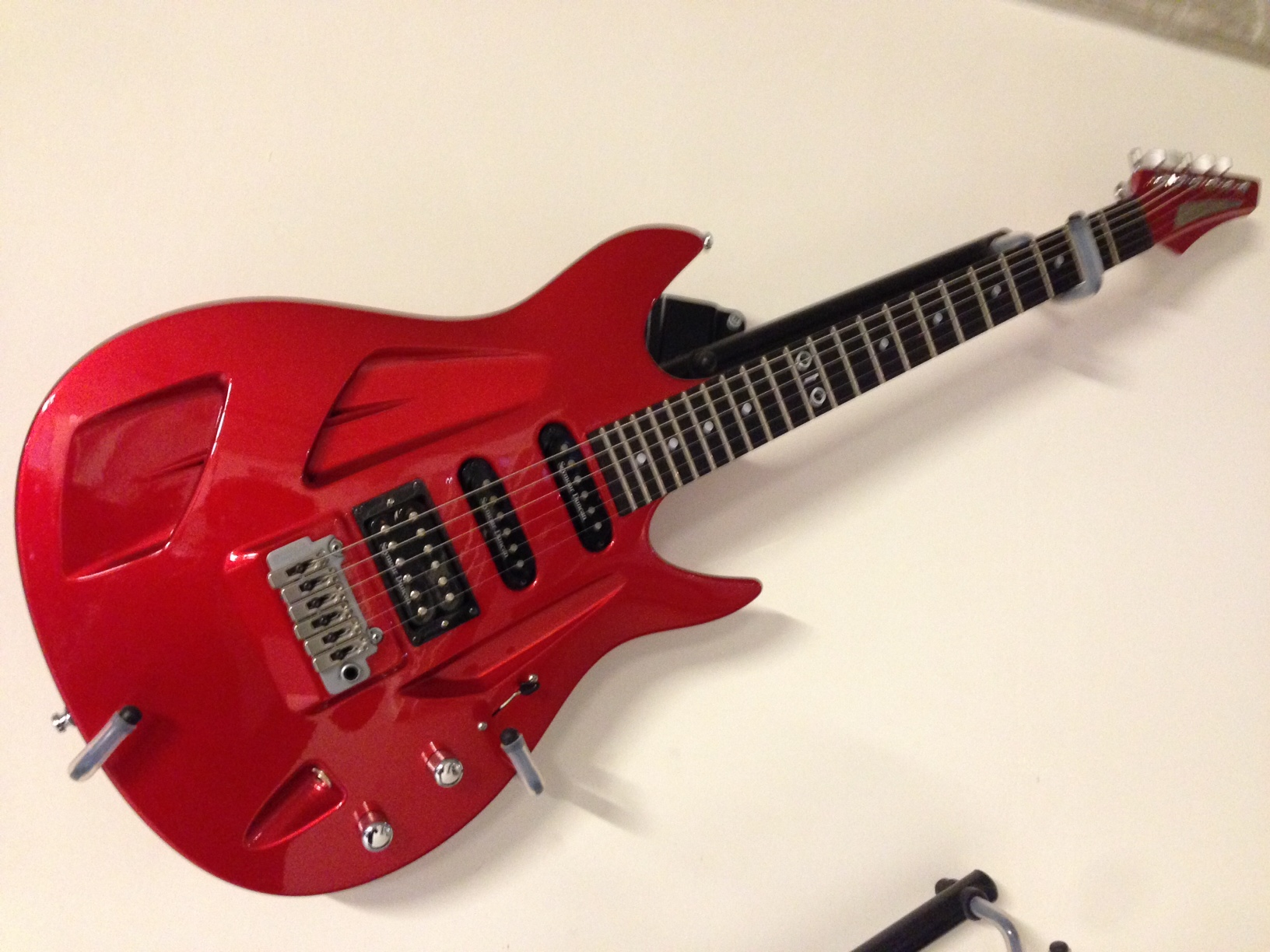
Aristides 010

- Aristides 060 (de zessnarige variant op de 070)
- Aristides 080 (achtsnarig)